# Chiesa di Sant'Adalberto (Cormons)
La chiesa arcipretale di Sant'Adalberto è la chiesa parrocchiale di Cormons, in provincia ed arcidiocesi di Gorizia; fa parte del decanato di Cormons.

## Storia
La costruzione del duomo iniziò nel 1736 (secondo altre fonti nel 1756) e terminò nel 1770. La consacrazione del duomo venne impartita dall'arcivescovo di Gorizia mons. Giuseppe Walland il 7 ottobre 1822. Il 2 giugno 1941 il duomo di Cormons fu elevato ad arcipretale.

## Descrizione

### Facciata
La facciata, tripartita da lesene e ornata da statue ospitate in delle nicchie, rappresentanti la Madonna con Bambino (centrale), Sant'Adalberto (patrono della Parrocchia; a sinistra) e San Filippo Neri (a destra), è preceduta da una scalinata scenografica. Un alto campanile che termina con una cella ottagonale affianca l'abside.

### Interno
L'interno della chiesa è a navata unica, con sei nicchie laterali per gli altari minori.
L'altare maggiore presente sul presbiterio è di fattura tardo barocca, dominato da un alto ciborio fitto di colonnine reggenti un cupolino a cipolla decorato da rilievi plastici rappresentanti la Vergine Assunta con glorie di putti. Ai lati soni presenti le statue dei Santi Adalberto, a sinistra, e Giacomo, a destra.
Gli altari laterali sono tutti marmorei e di esecuzione ottocentesca. Alla sinistra sono presenti l'altare dedicato al Sacro Cuore del 1891 con una pala moderna realizzata dal cormonese Castellani; l'altare di San Giuseppe è opera dello scultore Novelli di Gradisca, presenta un finissimo lavoro di marmi intarsiati, la cui mensa tabernacolo, di fattura barocca del prima metà del Settecento, mentre la pala della prima metà del Settecento raffigura la Natività; l'altare, impropriamente detto della Trinità, è eseguito in stile impero con marmi bianchi e verdi e risale al 1811, con la pala raffigurante i Santi Ermacora e Fortunato.
Alla destra si trova l'altare di San Filippo Neri, eseguito dall'altarista Angelo de Cecho nel 1803 con la pala raffigura San Filippo Neri in gloria con in primo piano San Valentino e Sant'Antonio Abate; l'altare della Madonna della Cintura, eseguito nel 1886, presenta marmi di Carrara, specchi di giallo Verona e verde cipollino Inglese, mentre le quattro colonne sono in rosso Verzegnis; l'altare dell'Immacolata, eseguito nel 1890 per la munificenza dell'allora podesta Osvaldo Nadale, ha una pala raffigurante l'Immacolata.
Le decorazioni murali vennero concluse nel 1893 e sono opera di Giuseppe Comuzzi di Udine, mentre la volta della navata e del presbiterio sono di Leandro Rigo. Le prime rappresentano ii martirio di Sant' Adalberto e la gloria della Madonna; le altre, i quattro Evangelisti.

## Museo del duomo
Nella vicina Cjase da Plêf Antighe è ospitata una piccola raccolta di arte sacra, che conserva documenti, cimeli e altre opere varie.